# محوطه نمک کش
محوطه نمک کش در شهرستان خرم‌آباد، بخش پاپی، دهستان کشور، ۱/۶ کیلومتری جنوب شرقی روستای یالان رز واقع شده و این اثر در تاریخ ۲۸ اسفند ۱۳۸۵ با شمارهٔ ثبت ۱۸۶۰۵ به‌عنوان یکی از آثار ملی ایران به ثبت رسیده است.